# Augustin Lusser

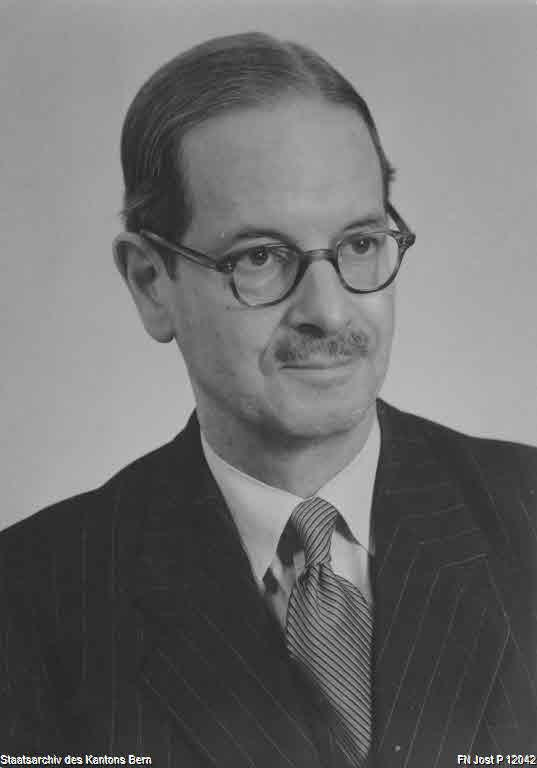
Augustin Lusser (1958)

Augustin Lusser (* 17. Januar 1896 in Baar; † 25. November 1973 in Zug) war ein Schweizer Politiker (CVP). 

## Biografie
Augustin Lusser wurde am 17. Januar 1896 in Baar als Sohn des Bauunternehmers Franz Vital Lusser geboren. Nach dem Schulabschluss in Zug belegte Lusser die Studien der Rechte und der Wirtschaft an den Universitäten Bern sowie Freiburg, die er 1921 mit dem Erwerb des akademischen Grades eines Dr. rer. pol. beendete. In der Folge gründete er im Jahr 1925 ein Verwaltungsbüros in Zug.
August Lusser, Bruder des Chefbeamten Florian, war verheiratet mit Madeleine geborene Schmit gebürtig aus Thionville, einer Cousine des Europapolitikers Robert Schuman. Er verstarb am 25. November 1973 wenige Monate vor Vollendung seines 78. Lebensjahres in Zug.

## Politische Laufbahn
Als Mitglied der Christlichdemokratischen Volkspartei gehörte Augustin Lusser auf kommunaler Ebene von 1931 bis 1962 dem Zuger Stadtrat an, davon ab 1939 als Stadtpräsident. Parallel dazu sass er auf kantonaler Ebene von 1931 bis 1966 im Zuger Kantonsrat, den er zwischen 1939 und 1940 präsidierte. Darüber hinaus nahm er für den Kanton von 1941 bis 1970 Einsitz in den Ständerat, dem er zusätzlich zwischen dem 1. Dezember 1958 und dem 7. Dezember 1959 als Präsident vorstand. Dort fungierte Lusser als Chef der katholisch-konservativen Fraktion. Zudem war er von 1963 bis 1970 als Mitglied der parlamentarischen Delegation in den Europarat vertreten, davon ab 1965 als Schweizer Delegationschef.
Daneben präsidierte Lusser zwischen 1934 und 1972 den Krankenkassenverband Konkordia. Überdies wirkte er als Bankrat von 1943 bis 1971 in der Zuger Kantonalbank, davon ab 1970 als Präsident, sowie von 1954 bis 1967 in der Nationalbank. Augustin Lusser galt als sozial engagierter, integrer und weltoffener Konservativer, der in einer langen politischen Familientradition stand.